# William Gaines
William Gaines (Brooklyn, 1 de março de 1922 – Manhattan, 3 de junho de 1992) foi um americano nascido no Brooklyn, New York. Co-editor da EC Comics, participou da mudança na política editorial da mesma - mudança acarretada pela criação da Comics Code Authority, após publicação por Dr. Fredric Wertham de seu livro Seduction of the Innocent -, Gaines se tornou influente no que se refere a linha editorial de quadrinhos para adultos nos EUA, tendo sido editor da Mad Magazine por mais de 40 anos e chegando a ganhar o Will Eisner Comic Book Hall of Fame (1993), assim como o Jack Kirby Hall of Fame (1997).